# Амерички нинџа 2: Сучељавање
Амерички нинџа 2: Сучељавање (енгл. American Ninja 2: The Confrontation) амерички је борилачко акциони филм из 1987. године у режији Семa Фирстенбергa и наставак филма Амерички нинџа из 1985. Сценарио потписују Џејмс Бут и Гари Конвеј из приче Конвеја, док су продуценти филма Менахем Голам и Јорам Глобус. Филмску музику је компоновао Џорџ С. Клинтон.
Насловну улогу тумачи Мајкл Дудиков као Џо Армстронг, док су у осталим улогама Стив Џејмс, Лари Поиндекстер, Гари Конвеј и Мишел Ботс. Дистрибуиран од стране Cannon Releasing Corporationа, светска премијера филма је била одржана 1. маја 1987. у Сједињеним Америчким Државама. 
Филм прати наставак Амерички нинџа 3: Крвави лов из 1989.

## Радња
Џо Армстронг (Дудиков) и Картис Џексон (Џејмс) добили су задатак помоћи у истрази серије нестанка бројних припадника америчких маринаца, али дочекани су прилично хладно. За време прве туре обиласка, двојицу пријатеља заскочи неколико нинџи, којима успију побећи, али без да сазнају праве информације. Чини се како неко користи одбегле или отете маринце за пројект стварања супервојника, а Џо ће у истрази помоћи лепа Алиша (Ботс), кћи отетог знанственика Санборна.

## Улоге
| Глумац           | Улога           |
| ---------------- | --------------- |
| Мајкл Дудиков    | Џо Армстронг    |
| Стив Џејмс       | Картис Џексон   |
| Лари Поиндекстер | Чарли Макдоналд |
| Гари Конвеј      | Лео Бурк        |
| Мишел Ботс       | Алиша Санборн   |